# مسجدسلیمان
مسجدسلیمان ()، شهری در استان خوزستان و مرکز شهرستان مسجدسلیمان است. 
پس از حفر چاه شماره یک و آغاز عملیات استخراج نفت در سال ۱۹۰۸، مردم به‌تدریج در اطراف این میدان نفتی ساکن شدند، و شهری نو از دل خرابه های باستانی، به‌نام مسجدسلیمان شکل گرفت.
مسجدسلیمان، با ۱۶ میدان نفتی، از شهرهای پیشگام در زمینه‌ی حفاری نفت، در ایران است. از دیدنی‌های این شهر، می‌توان به اولین چاه نفتی در خاورمیانه، دامنه کوه آسماری، تفریحگاه تمبی، آتشکده سرمسجد و پرستشگاه برد نشانده که بزرگ‌ترین معبد روباز هخامنشی در ایران و جهان است، اشاره کرد.

## جغرافیا

### موقعیت جغرافیایی
شهرستان مسجدسلیمان،  از دید جغرافیایی در درازای جغرافیایی ۴۸ درجه و ۲۴ دقیقه خاوری و پهنای جغرافیایی ۳۱٫۹۳ درجه و ۴۹٫۳۰ دقیقه شمالی گسترده شده است و بلندای آن از روی دریا، ۳۷۲ متر می‌باشد.

### اقلیم
شهرستان مسجدسلیمان مانند بیشتر شهرهای خوزستان دارای آب و هوای گرم و به نسبت خشک، با تابستانی گرم، و زمستانی مدیترانه‌ای می‌باشد. میانگین بارش سالانه باران بالای ۴۰۰ میلی‌متر، و بازه دما از ۴- درجه سانتی‌گراد در زمستان تا بیش از ۵۰ درجه سانتی‌گراد در تابستان متغیر می‌باشد.

### رودخانه‌ها
مهم‌ترین رودخانه‌ی مسجدسلیمان، رود کارون می‌باشد که از کوه‌های زاگرس سرچشمه می‌گیرد و پس از عبور از سد شهید عباسپور و سد مسجدسلیمان (گدار لندر) از نزدیکی شهر می‌گذرد. همچنین رودخانه‌ی تمبی در جنوب شهر، جاری است که در ساحل رودخانه، پارک‌ها و تفریحگاه‌هایی وجود دارند که از جاذبه‌های گردشگری شهر به‌شمار می‌روند.

### کوه‌ها
بلندترین ارتفاعات استان خوزستان در شهرستان مسجدسلیمان قرار دارند، که در مناطق شمال و شمال شرقی شهرستان و در منطقه توریستی اندیکا واقع شده‌اند. مرتفع‌ترین قله در محدوده شهرستان مسجدسلیمان، کوه کینو با ارتفاع ۳۷۱۰ متر است. دیگر کوه‌های بلند مسجدسلیمان عبارتند از لیله، تاراز، منار، دلا، آلا، ادیو، شوه، لندر، دلی و آسماری.
اقلیم گیاهی
مسجدسلیمان را می‌توان از نظر نواحی رویشی، در منطقه گذر نامید، چراکه گونه‌های رویشی کردستان - زاگرسی و صحرا – سندی در آن یافت می‌شود، از جمله کلخنگ یا خنجک، بنه (بن) و بادام کوهی، و گونهٔ خاص صحرا سندی در کنار، رملیک، نخل.
| آب و هوای مسجدسلیمان         | آب و هوای مسجدسلیمان | آب و هوای مسجدسلیمان | آب و هوای مسجدسلیمان | آب و هوای مسجدسلیمان | آب و هوای مسجدسلیمان | آب و هوای مسجدسلیمان | آب و هوای مسجدسلیمان | آب و هوای مسجدسلیمان | آب و هوای مسجدسلیمان | آب و هوای مسجدسلیمان | آب و هوای مسجدسلیمان | آب و هوای مسجدسلیمان | آب و هوای مسجدسلیمان |
|                              | ژانویه               | فوریه                | مارس                 | آوریل                | مـــــه              | ژوئـن                | ژوئیـه               | اوت                  | سپتامبر              | اکتبـر               | نوامبر               | دسامبر               | سـال                 |
| ---------------------------- | -------------------- | -------------------- | -------------------- | -------------------- | -------------------- | -------------------- | -------------------- | -------------------- | -------------------- | -------------------- | -------------------- | -------------------- | -------------------- |
| گرم‌ترین C°                   | ۲۳                   | ۳۰                   | ۳۲                   | ۳۷                   | ۴۷                   | ۴۸                   | ۴۸                   | ۴۸                   | ۴۵                   | ۴۰                   | ۳۳                   | ۲۶                   | ۴۸                   |
| میانگین گرم‌ترین‌ها C°         | ۱۴                   | ۱۸                   | ۲۲                   | ۲۸                   | ۳۶                   | ۴۱                   | ۴۳                   | ۴۲                   | ۴۰                   | ۳۲                   | ۲۴                   | ۱۷                   | ۳۰                   |
| میانگین سردترین‌ها C°         | ۷                    | ۸                    | ۱۲                   | ۱۷                   | ۲۳                   | ۲۷                   | ۲۸                   | ۲۸                   | ۲۴                   | ۱۸                   | ۱۱                   | ۹                    | ۱۸                   |
| سردترین C°                   | -۳                   | -۲                   | -۲                   | ۶                    | ۱۲                   | ۱۷                   | ۲۰                   | ۱۶                   | ۱۲                   | ۵                    | ---                  | -۲                   | -۳                   |
| بارش mm                      | ۷                    | ۶                    | ۵                    | ۳                    | ۱                    | ---                  | ---                  | ---                  | ۱                    | ۱                    | ۲                    | ۶                    | ۳۲                   |
| منبع: سایت ودربیس آوریل 2014 |                      |                      |                      |                      |                      |                      |                      |                      |                      |                      |                      |                      |                      |

## پیشینه

### پیشینه تاریخی
مسجدسلیمان را در دوره ایلامی‌ها، «آساک» می‌نامیدند، که بخشی از منطقه سیماش ایلام بوده است، اما پس از حمله آریایی‌ها و شکست ایلامی‌ها، نام آن به پارسوماش تغییر پیدا کرد.
رومن گیرشمن باستان‌شناس معروف فرانسوی در سال ۱۳۳۴ خورشیدی، پس از انجام حفاری در این منطقه، در ۲۵ کیلومتری شهر لالی امروزی، در محلی به‌نام پبده، به غاری برخورد نمود که قدمت سکونت در آن را درحدود ده هزار سال تخمین زده است.
علاوه بر تخت‌گاه بردنشانده و سرمسجد، در دوران باستان، در بالای تپه‌ای در محله‌ی کلگه، در مقابل بیمارستان شرکت نفت امروزی، کاخی وجود داشته است، که تاکنون آثار و بقایای آن بجا مانده، از جمله مجسمه‌ها و سکه‌هایی از دوره‌ی ایلامی‌ها و هخامنشی‌ها.

### از اسلام تا ابتدای صفویه
در دوران بعد از اسلام، این محدوده توسط والیانی که توسط حاکم اموی کوفه تعیین می‌شدند، اداره می‌گردید. در پایان دوره‌ی سلجوقی، اتابکان لرستان توانستند با استقلال از اتابکان فارس، حکومت نیمه مستقلی تشکیل داده و تا هجوم تیمور، به حیات خود ادامه دهند.

### از دوران صفوی تا زند
در زمان صفویه، به خصوص دوره‌ی شاه تهماسب اول، بقعه‌ی هفت شهیدان که از فرزندان موسی کاظم می‌باشند، ساخته شد و تولیت این بقعه و مالکیت زمینهای مسجدسلیمان امروزی که اراضی قیلارستان (یا قیرلارستان) نامیده می‌شد در اختیار خاندان سادات قیری که از مبلغان مذهبی شهر شوشتر بودند قرار گرفت. در چند کیلومتری بقعه هفت شهیدان، «پَرنوشته» وجود دارد که با خط کوفی نوشته شده ولی متأسفانه بر اثر عدم حفاظت از این میراث گران‌بها، خطوط آن از بین رفته است و روی آنها را تراشیده‌اند به طوری که اصلاً تشخیص آنها مشکل به نظر می‌رسد. نرسیده به پَرنوشته سمت چپ، روستایی قدیمی به نام «ده گه» وجود دارد که آثار و بقایای ساختمان‌های آن هنوز استوار و برقرار است. در نزدیکی این روستا، قبرستانی قدیمی وجود دارد، که روی یکی از سنگ قبرها نقش شمشیری حک کرده‌اند و در آن نوشته شده است: «مرز بین چهارلنگ و هفت لنگ».
افشاریان از طریق شوشتر و دشت بتوند از منطقه قیلارستان (مسجد سلیمان) عبور کردند. و راه کهگیلویه و بویراحمد را در پیش گرفتند تا اینکه بعد از غائله ترکان افشاری که علیه نادرشاه برپا کرده بودند، نادرشاه دوازده هزار خانوار ترک از ترکان افشاریه را بطرف خوزستان اعزام نمود و اسکان داد و عده‌ای از آنها در بین منطقه راهدار و شوشتر باقی ماندند و به قُندل زوها یا گندوزلو معروف می‌باشند. افراد این طایفه بیشتر در شوشتر و روستای درخزینه شوشتر و همچنین سایر شهرهای خوزستان سکونت گزیدند. از افشارها، قلعه حسین‌خان افشار در روستای درخزینه به جای مانده است.
کسروی با استناد به تذکره شوشتر چنین می‌نویسد:

«در تذکره شوشتر می‌نگارد چون نادرشاه در سال ۱۱۴۴ در عراق به جنگ عثمانیان می‌رفت، به ابوالفتح‌خان فرمان فرستاد که از معدن‌های قیر در نزدیکی شوشتر قیر برای ساختن کشتی‌ها به عراق بفرستد».
در دوران کریم خان زند چندین نبرد در نواحی لرنشین بین سپاه زندیان و ساکنین این مناطق رخ داد.

### دوره قاجار تا پیش از اکتشاف نفت
سادات قیری که خاندانی اهل تجارت بودند و به فرمان شاه تهماسب اول صفوی مالکیت زمینهای قیلارستان (مسجدسلیمان) را در اختیار داشتند، در مسیر تجارت خود بین شوشتر و اصفهان، هنگام عبور از دره خرسان به چشمه‌هایی برخوردند که مایع سیاه‌رنگی از آن تراوش می‌کرده است. بعدها درمی‌یابند این ماده همان قیری است که در شاهنامه از آن سخن گفته شده و در زمان‌های دور از آن برای قیراندود کردن آثار تاریخی شوشتر همچون بندقیر و بند قیصر و نیز به‌عنوان جنگ‌افزار استفاده شده است. این خاندان برای استفاده از این مایع سیاه رنگی که کشف کرده بودند، ابزاری ساختند و با استفاده از دیگی به ارتفاع ۴ متر و قطر ۲ متر، نفت را چند روز متوالی گرم نموده و غلیظ سازی می‌کردند تا حدی که مواد اضافه آن تبخیر شود و قیر مذاب باقی بماند. سپس با تخلیه این مواد در آب سرد، قیر لایه لایه شده و در آخر برای فروش به شهرها و کشورهای دیگر به شوشتر حمل می‌کردند.
در آخرین سال‌های سلطنت فتحعلی‌شاه قاجار، محمد تقی خان بختیاری در خوزستان بر علیه حکومت مرکزی شورید. دفع شورش وی به دلیل فوت فتحعلی‌شاه ممکن نگردید.
ایران در آغاز قرن نوزدهم در اثر استعمارطلبی کشورهای بزرگ اروپا به دایره سیاست بین‌المللی کشیده شد و انگلستان که می‌خواست به نحوی بر خلیج فارس تسلط پیدا کند، از راه اعزام جاسوسانی بنام جهانگرد و باستانشناس در صدد کشف طرق امکان راه‌یابی به استعمار کشورها برآید. انگلیس توانست با تحریک خان بختیاری برای شورش علیه حکومت مرکزی، محمدشاه را از توجه به هرات بازدارد و او را درگیر با شورش بختیاری سازد. پس از چند بار آشوب و شورش بالاخره خان بختیاری توسط حاکم اصفهان دستگیر و به تهران گسیل داده شد.
بعد از قتل حسینقلی خان ایلخانی، یکی از خوانین صاحب نام دیگری که تا اوایل شروع بهره‌برداری از نفت، نامش را در تاریخ حکومت بختیاری و انقلاب مشروطیت می‌توان دید، حاج علیقلی خان معروف به «سردار اسعد» است. این شهر در زمان حکومت قاجاریه هم از قلع و قمع مصون نماند و علاوه بر جنگ‌های داخلی بین طوائف، با بستن قرارداد نفت بین مظفرالدین‌شاه و نماینده اعزامی ویلیام ناکس دارسی انگلیسی، خرمی و سرسبزی طبیعت مسجد سلیمان به کلی از دست رفت و اینجا، نه به صورت یک شهر مدرن درآمده و نه به همان حال اولیه خود باقی مانده است. با کشف نفت در این سرزمین، مردم اطراف برای کار کردن، به عنوان کارگر ساده به خدمت عده‌ای از خوانین بختیاری، آب و خاک اجدادی خود را رها کرده و در صنعت نفت با حقوق بسیار کم روزانه یک الی دو ریال جذب می‌شدند. بیشتر زمین‌داران منطقه نیز پراکنده شدند و زمین‌های مردم ایران، در اختیار و اجاره انگلیسی‌ها قرار گرفت. شرکت نفت ایران و انگلیس، زمین‌های مسجد سلیمان را پس از حفر چاه شماره یک به عنوان تأسیسات نفت و ملک شرکت، در تیول خود گرفته بود و انگلیسی‌ها نام «Masjad – I – Sulaiman» که به اختصار «M.I.S» خوانده می‌شود را بر این شهر نهادند.

## تأسیس شهر مسجدسلیمان
نفت و قیری که از چشمه‌های طبیعی نفت و قیر منطقه توسط سادات قیری استخراج و صادر می‌شد پای اروپاییان کنجکاو را به منطقه باز کرد. در حدود سال‌های ۸۶–۱۲۸۵ خورشیدی اولین بار ژاک دو مورگان (باستان‌شناس فرانسوی) از وجود قیر در اطراف شوشتر در درّه خرسان مطلع شد. پس از آن کمپانی دارسی نیز به منطقه وارد شد، سپس انگلیسی‌ها با حمایت دولت وقت ایران موفق شدند سادات قیری را راضی به بستن قرارداد با کمپانی دارسی کنند. به این ترتیب به موجب قرارداد قیری-دارسی کمپانی دارسی عملیات اکتشاف نفت در زمینهای قیلارستان (قیرلارستان) را آغاز کرد. کمپانی دارسی علاوه بر قرارداد با سادات قیری، همچنین قراردادهایی با خوانین بختیاری، شیوخ عرب و روحانیون شوشتر منعقد کردند تا ممانعت و ایرادی به کار آنها وارد نشود.
پس از اکتشاف صنعتی نفت و حفر چاه شماره یک، بتدریج محوطه اداری در اطراف چاه نفت شکل گرفت که بین مردم منطقه به «اداره» شهرت یافت. اداره هسته اولیه و زیربنای تأسیس شهر مسجدسلیمان بود. سپس بتدریج مناطق مسکونی نیز در اطراف محیط اداری ساخته شد.
سید محمد علی امام شوشتری در مورد بنای شهر مسجدسلیمان چنین می‌نویسد :

«... بنای شهر مسجدسلیمان در سال ۱۲۸۵ شمسی برابر با ۱۹۰۶ میلادی اتفاق شد، به این ترتیب که متصدیان امور شرکت نفت در آن سال عِمارتی در آن جا ساخته و شروع به حفر چاه شماره یک کردند. چون چاه به نفت رسید، پرمایگی آن توجه متصدیان شرکت را جلب نمود و آنان را به آینده امیدوار ساخت لذا بلافاصله شروع به ساختن راه‌ها و کندن چاه‌های دیگر نمودند و ساختمانهای بسیاری برای کارکنان اروپایی، هندی و ایرانی برپا کردند و همین که کار در آنجا فراوان شد مردم بسیاری از اطراف در مسجدسلیمان گرد آمده و به کار مشغول شدند و سرزمین ویران پر از سکنه و آبادی شد.»
ساکنان اولیه عموماً از عشایر اسکان‌یافته بختیاری و مردم شوشتر بودند. سپس «اداره» به «میدان نفتون» تغییر نام داد. نامهای دیگری نظیر سرمسجد نیز به کار می‌رفت. در سال ۱۳۰۳ هجری خورشیدی هنگام بازدید رضاخان از سرمسجد دستور به تغییر نام سرمسجد به مسجدسلیمان داد و بدین ترتیب در سال ۱۳۰۵ و به تصویب مجلس شورای ملی نام مسجدسلیمان را بر این شهر نهادند. این شهر به عنوان یکی از بخش‌های شهرستان شوشتر محسوب می‌شد، تا اینکه در سال ۱۳۳۶ بصورت شهرستانی مستقل درآمد.
کارگرها و کارمندهای ایرانی از ۲۹ اسفند ۱۳۲۹ به قوه و قدرت رسیدند و در آن هنگام صنعت نفت ایران به رهبری سید ابوالقاسم کاشانی، و محمد مصدق، ملی شد و انگلیسی‌ها را یکی پس از دیگری از خاک ایران بیرون راندند.
در فروردین‌ماه سال ۱۳۳۴ خورشیدی محمدرضا شاه پهلوی، پادشاه جوان آن زمان ایران از تأسیسات نفتی مسجد سلیمان و چاه شماره یک خاورمیانه در این شهر بازدید نمود.
در کتاب «تاریخ جغرافیایی خوزستان» راجع به مسجد سلیمان چنین نوشته شده است:

«در ۲۴ میل شرقی شوشتر بالای تپه سنگی بلند، صفه بزرگ خیلی کهنی است که از سنگ‌های بزرگ و کوچک بسیاری ساخته شده است و برخی تکه‌سنگ‌های آن به قدری بزرگ است که ده نفر نتوانند بزور هم آن را حرکت دهند. چون الوار آن حدود سنگ بزرگ را کار گذاشتن، از توانایی آدمی بیرون پنداشته‌اند، افسانه‌ای درست کرده و ساختن آن را به دیو نسبت داده‌اند.»

## اقتصاد

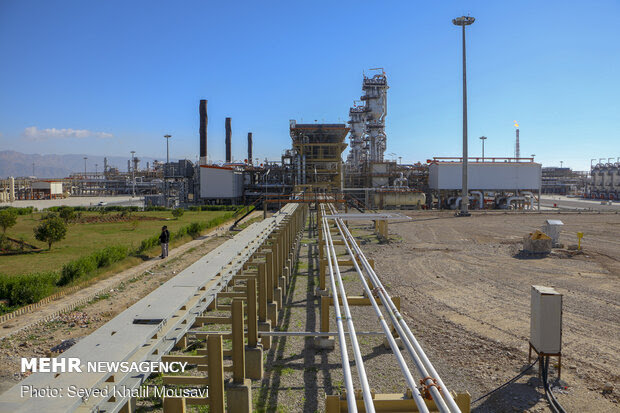
یک پالایشگاه در مسجدسلیمان

اگر بگوییم این شهر نخستین شهر صنعتی ایران می‌باشد، سخن گزافی نگفته‌ایم. وجود اولین چاه نفت خاورمیانه، اولین پالایشگاه نفت خاورمیانه، اولین کارخانه گوگردسازی، اولین کارخانه تولید برق و … خود گواه بر این مدعاست. هم‌اکنون مسجدسلیمان در بخش صنعت یکی از قطب‌های صنعت ایران است. این شهر دارای کارخانجات صنعتی از جمله:
کارخانه تولید سیمان کارون مسجدسلیمان، سد و نیروگاه مسجدسلیمان که در سال ۱۳۹۲ برای سومین سال پیاپی رتبه اول را در تولید برق کسب کرد، شرکت بهره‌برداری نفت و گاز مسجدسلیمان یکی از ۵ شرکت تابعه مناطق نفت خیز جنوب می‌باشد که گستردگی آن از ایذه تا ایلام و خرم‌آباد می‌رسد، کارخانجات تانک‌سازی شهید فرخ‌نیا، پالایشگاه گاز مسجدسلیمان، پتروشیمی بزرگ مسجدسلیمان، کارخانجات آلومینیوم‌سازی مسجدسلیمان و … به علاوه اینکه این شهر دارای یک شهرک صنعتی می‌باشد که در آن کارخانجات کوچکی از جمله تولید آرد، سوسیس، ماکارونی، صنایع پلاستیک، گونی بافی و … می‌باشد.

## صنعت نفت

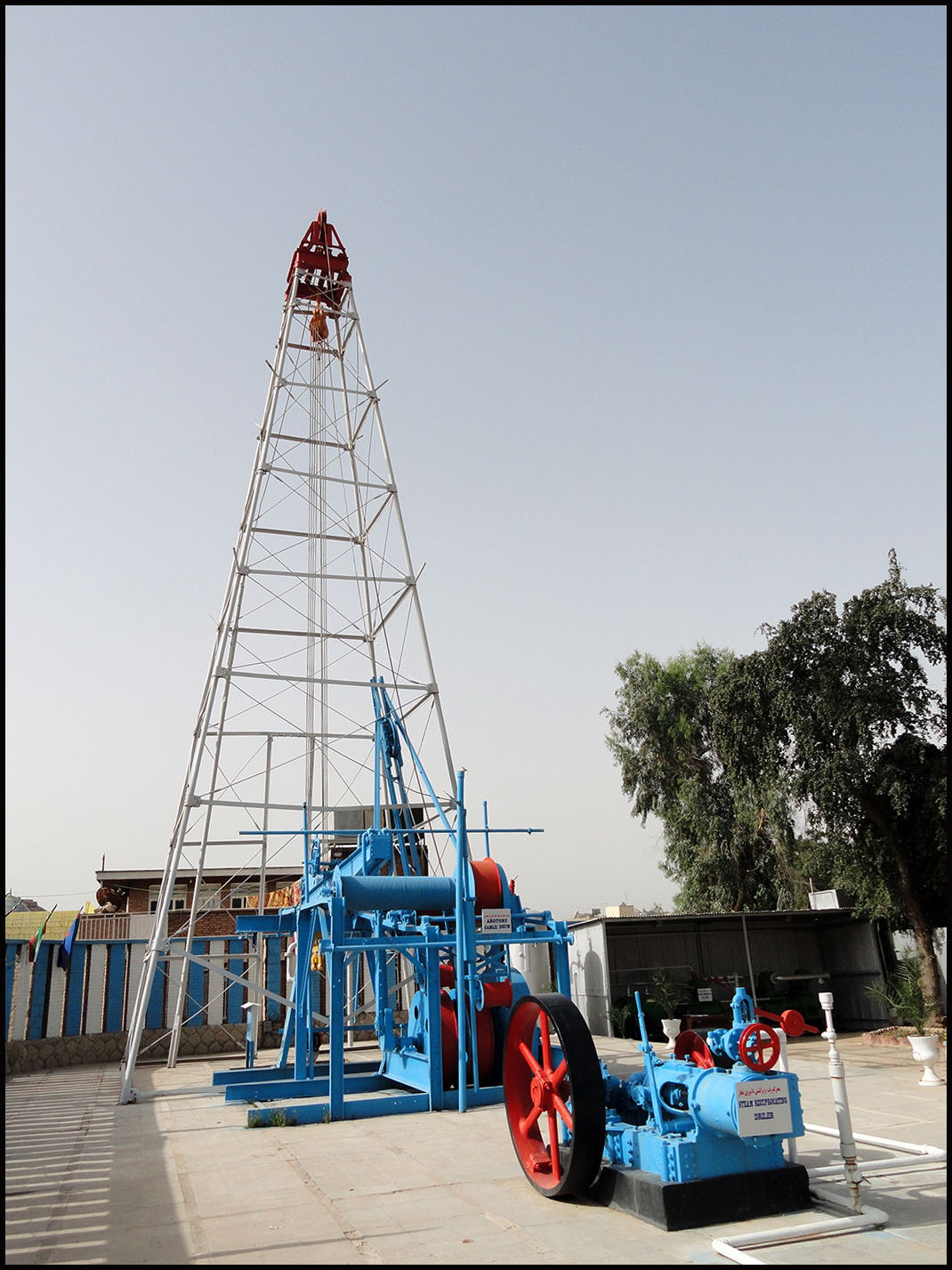
چاه شماره یک، اولین چاه نفت ایران که در تاریخ ۵ خرداد ۱۲۸۷ به نفت رسید

شایان ذکر است که این طلای سیاه در جای جای ایران بطور چشمگیری به ودیعه نهاده شده است، میزان نفت و گاز به حدی بود که پاره‌ای مواقع به سان چشمه‌ای در سطح زمین جاری می‌گشت و سادات قیری از چشمه‌های نفت بین مسجدسلیمان و نفت سفید بهره‌برداری می‌کردند؛ بنابراین به دنبال آن بود که در سوم اسفند ماه۱۲۸۶ خورشیدی توسط استعمارگران آن سوی جهان به مدد فن‌شناسی، مَتِه حفاری از ضخامت زمینی به قطر ۳۶۰ متر (۳۰۰۰ فوت) گذر کرد و آخرین ضربت خود را بر پهنه صخره‌ای سخت که منبع نفت در زیر آن قرار داشت فرود آورد و در سپیده دَم پنجم خرداد ۱۲۸۷ خورشیدی نفت با فشاری زیاد فوران نمود؛ و به دنبال آن بود که نفت و موضوع آن در خاورمیانه مسئله حیاتی گشت و اساس صنعت عظیم نفت در ایران به برکت همین چاه شماره یک مسجدسلیمان بنیان نهاده شد. وضعیت جدید، موجب پیدایش شرکتی شدکه به تَبَع آن، شهرستان‌مسجدسلیمان با ویژگیهایی، حیات خود را در جنوب‌غربی ایران و در سوی غربی رشته کوه‌های زاگرس ادامه داد.

اولین دکل چاه نفت با عظمت فراوان قد برافراشته و ماشین بخاری که مَتِه دوران را به حرکت درمی‌آورد هم‌اکنون در گوشه‌ای آرام و بی‌حرکت آرمیده است و تنها یادآور تلاش و کوشش جویندگان این طلای سیاه و تصاحب ذخیره آن می‌باشد.
در روز ۱۶ ماه مه ۱۹۰۸ بوی تند گاز به مشام رسید درست ۱۰ روز بعد یعنی ۲۶ ماه مه ۱۹۰۸ برابر با۱۲۸۷ خورشیدی حدود ۱۱۰ سال پیش درساعت چهار بامداد نفت درعمق ۱۱۸۰ فوتی از چاه شماره یک مسجدسلیمان فوران کرد. رینولدز درمورد این روز تاریخی می‌نویسد:

«همان‌گونه که مَتِه حفاری با قدرت و زورمندی به کندن و کاویدن در گردش بود، در یک طبقه سخت سنگی، طبقه و لایه‌ای آن چنان سخت که ما هرگز قبلاً به مانند آن برخورد نکرده بودیم، طبقه‌ای که می‌توانست ویران کننده دستگاه باشد و مهار و دهنه زدن به آن کاری بس دشوار می‌نمود و کنترل چاه را بسیار مشکل و بَل محال می‌کرد، نفت فوران زد، بلافاصله و با سرعت، گودالی عمیق و بزرگ کنده شده تا نفت چاه دیوانه در آن، جا داده شود».

بوی بد گاز و فوران نفت منظره‌ای دیدنی و حادثه‌ای استثنایی بود آن هم در آن صبحدم که هوا هنوز تاریک بود و ستارگان در آسمان می‌درخشیدند و به دنبال آن بود که سیل تبریک برای رینولدز که به چنان موقعیت بزرگی دست پیداکرده بود سرازیر گشت.

ثریا اسفندیاری بختیاری در مورد مذاکره رینولدز با خانهای بختیاری و عقد قراداد در مورد اکتشاف نفت در سرزمین بختیاری‌ها می‌نویسد:

«... درسال ۱۹۰۴ (۱۲۸۳ خورشیدی) در یک روز خوش هوا و پرغنیمت برای گل‌های سرخ اصفهان، جورج رینولدز انگلیسی نماینده سرمایه‌دار معروف لندنی ویلیام ناکس دارسی، به سراغ خانهای بختیاری آمد و به آنها گفت: که از سه سال پیش، بیهوده به دنبال یافتن نفت در ایران بوده است. یک روز که پدربزرگم به سخنان رینولدز گوش می‌داد از او چنین شنید: جناب خان، با اجازه پادشاه، ما اقدام به حفر چاه‌هایی در مرزهای شمال غربی کشور نمودیم و تاکنون ۱۷۰۰۰۰ لیره را در این عملیات سرازیر ساختیم بدون این که قطره‌ای نفت نمایان شود… خان، ما به کمک شما و خانهای دیگر بختیاری احتیاج داریم تا تحقیقات و کشفیاتی در نزدیکی «ماماتِن» و مسجدسلیمان انجام دهیم. همین روستای مقدسی که می‌گویند مسجدسلیمان در قدیم آنجا بوده است، شایدشانس بیشتری آنجا در انتظارمان باشد. مرد انگلیسی پس از لحظه‌ای با این سخن نتیجه‌گیری کرد :

دوست داریم مردان شما میدان‌های نفتی را حفاظت کنند و البته آماده‌ایم حق‌الزحمه را به‌طور مناسبی بپردازیم. پدر بزرگم پاسخ داد: اعتماد شما موجب خوشوقتی ماست، امّا چنین کوشش بزرگی باید همراه با یک روح برادری انجام گیرد. ما نمی‌خواهیم مزد بگیران شما، بلکه شریکتان باشیم. سپس او انگشت درازش را در ریش سپیدش فرو برد و پس از مکث افزود: ما خواهان ده درصد از سود حاصله در شرکت هستیم. جرج رینولدز وحشت‌زده فریاد کشید: در این صورت پیش از این که بهره‌برداری‌مان شروع شود ورشکسته خواهیم بود.

سردار اسعد با تعجّب نگاهی به او کرده سپس با لحن مودبانه گفت:

در چنین صورتی بهتر است از نقشه‌تان منصرف شوید، امّا قدمتان همیشه نزد ما مبارک خواهد بود آقای رینولدز»

همان نویسنده در همان اثر صفحه ۶ در ادامه چنین می‌نویسد:

«... انگلیسیان از ادامه مذاکرات سرباز زدند تا این که عموزاده دیگری جای این عموی مرا گرفت… و ۳٪ مورد بحث همچنان باقی ماند و دگرگونی پیش نیامد تا در سال ۱۹۰۹ میلادی (۱۲۸۸ خورشیدی) که شرکت تازه‌ای بنام «آنگلوپرشیان اُویل کمپانی» مؤسسه اولیه را تحویل گرفت. به این سبب بود که بسیاری از بختیاری‌ها آنسان خصم انگلستان شدند».

همان نویسنده در همان اثر صفحه ۷ و ۸ می‌افزاید:

«... مذاکرات سالیان درازی ادامه یافت تا این که در پایان ۱۹۲۰ (۱۲۹۹ خورشیدی) قراردادی تحمیل گردید که بنابر آن، «کمپانی نفت ایران و انگلیس» به مشارکت بختیاری‌ها پایان داد و جز یک میلیون لیره برای سالهای جنگ، منبع بیشتری پرداخت نشد.»

پس از کشف، روند اکتشافات و استخراج نفت به‌طور روزافزونی زیاد شد و پیوسته بر تعداد حفرچاه‌ها درپهنه مسجدسلیمان اضافه می‌گشت که این روند، جویندگان و تصاحب‌کنندگان این طلای سیاه را بر آن داشت تا به تدارکات وسیعی اقدام کنند از جمله شرکت شهری با ویژگیِ خاص شهرهای صنعتی به‌ساختنِ‌تاسیسات، کارگاه‌ها و خانه‌هائی جهت سکونت کارکنان خارجی و ایرانی پرداخت، با استقرار خارجیان در مسجدسلیمان و امکانات زندگی آنان نطفه تبعیض طبقاتیِ مدنیّت آغازِ قرنِ بیستم در این شهر پا به عرصه حیات نهاد از تاریخ ۱۲۸۷ خورشیدی شهر مسجدسلیمان کنونی در پهنه جغرافیائی ایران بنیان نهاده شد.

«کمال اَطهاری»، میزان استخراج نفت و تحولات بعدی مسجدسلیمان را اینگونه نگاشته است:

«تولید نفت برای صادرات با تمام خطوط لوله مسجدسلیمان به آبادان از ۱۹۱۲ آغاز شد. استخراج نفت که در این سال ۴۳ هزار تن بود تا آخر جنگ اول جهانی به سالیانه ۱ میلیون تن و تا ۱۹۲۵ میلادی به بیش از ۴ میلیون تن در سال رسید. مسجدسلیمان تا سال ۱۹۲۸ میلادی تنها منبع استخراج نفت ایران بود تا در این سال در میدان نفتی عظیم هفتگل نیز فوران نفت آغاز و مسجدسلیمان در تولید نفت از انحصار خارج شد. اما تولید در منطقه همچنان افزایش یافت به‌طوری‌که در سال ۱۳۱۴ ه‍.ش (۱۹۳۵میلادی) اوج تولید در سراسر بهره‌برداری (۱۲۷ هزار بشکه در روز) رسید. بعد از اُفتی کوتاه در تولید نفت به علت ملی شدن این صنعت در ایران (۱۳۳۳–۱۳۳۰) به دلیل برنامه شرکت نفت ایران و انگلیس و دولت انگلیس بار دیگر استخراج نفت افزون شد که تا سال ۱۳۴۵ کمابیش ثابت بود. اما از این سال به بعد تولید نفت به سرعت کاهش یافت و بعد از بسته شدن چاه‌ها در سال‌های ۱۳۵۹ و ۱۳۶۰ تولید سالیانه آن به حدود تولید روزانه در گذشته محدود گشت. دلیل کم شدن تولید نفت این بود که بعد از حدود ۷۰ سال بهره‌برداری مداوم ۹۸٪ از مقدار نفت قابل حصول به صورت طبیعی از منطقه استخراج شد و از آنجا که بهره‌برداری از سایر میدان‌های نفتی به ویژه میدان‌های نفتی مرزی از اولویت برخوردار گردید، استخراج نفت در مسجدسلیمان که می‌بایست با تزریق آب یا گاز انجام پذیرد و این خود نیز مشکلاتی را به دنبال دارد، متوقف شده بدین ترتیب دلیل اولیه ایجاد شهر مسجدسلیمان‌از میان رفت، امّا از میان این دلیل همان‌طور که خواهیم دید زندگی و پویائی شهر را از میان برنداشت، هرچندیک دوره آن را «فسرده» (DEPRESS) کرد. شهر مسجدسلیمان از اوایل قرن حاضر هجری نزدیک به ۴۰ هزار نفر بوده است که نسبت به آن زمان جمعیت بالائی است.»

سید محمدعلی امام در مورد بنای دوباره مسجدسلیمان چنین می‌نویسد:

«... بنای شهر مسجدسلیمان در سال ۱۲۸۵ شمسی برابر با ۱۹۰۶ میلادی اتفاق شد، به این ترتیب که متصدیان امور شرکت نفت در آن سال عِمارتی در آن جا ساخته و شروع به حفر چاه شماره یک کردند. چون چاه به نفت رسید، پرمایگی آن توجه متصدیان شرکت را جلب نمود و آنان را به آینده امیدوار ساخت لذا بلافاصله شروع به ساختن راه‌ها و کندن چاه‌های دیگر نمودند و ساختمانهای بسیاری برای کارکنان اروپایی، هندی و ایرانی برپا کردند و همین که کار در آنجا فراوان شد مردم بسیاری از اطراف در مسجدسلیمان گرد آمده و به کار مشغول شدند و سرزمین ویران پر از سکنه و آبادی شد.»

## نخستین‌های ایران در مسجدسلیمان
| ردیف | عنوان                                          | توضیحات |
| ---- | ---------------------------------------------- | --- |
| ۱    | اولین چاه نفت ایران و خاورمیانه                | در تاریخ ۵ خرداد ۱۲۸۷ در مسجدسلیمان به نفت رسید. |
| ۲    | اولین کارخانه گوگردسازی در ایران و خاورمیانه   | در سال ۱۲۹۱ در منطقه بی‌بی یان این شهر احداث شد و هم‌اکنون به عنوان موزه نفت توسط شرکت بهره‌برداری نفت و گاز مسجدسلیمان نگهداری می‌شود. |
| ۳    | اولین تصفیه خانه آب کشور                       | در سال ۱۲۹۷ در منطقه تل بزان احداث شد که آب شرب مورد نیاز منازل کارکنان انگلیسی و خانواده‌شان را تأمین می‌کرد. |
| ۴    | اولین کارخانه تولید برق در ایران و خاورمیانه   | در منطقه تمبی و در جوار سدی تفریحی بر روی رودخانه‌ای با این نام احداث شد و کار برق‌رسانی به تأسیسات نفتی را انجام می‌داد. |
| ۵    | اولین راه‌آهن بین شهری در ایران                 | به طول ۵۵ کیلومتر از درخزینه شوشتر تا مسجدسلیمان جهت تسهیل نمودن امر جابجایی وسایل حفاری و دیگ بخار احداث شد. |
| ۶    | اولین فرودگاه در ایران                         | پس از انتشار خبر کشف نفت در این شهر یک تیم ارشد تحقیقاتی جهت انجام کارهای نقشه‌برداری و تحقیقاتی خود به وسیله هواپیما عازم این شهر شدند تا بدینوسیله مقدمات اولین فرود هواپیما در این شهر و ساخت اولین فرودگاه آغاز شود. این فرودگاه هم‌اکنون با نام فرودگاه شهید آسیایی در خدمت هواپیمایی نیروی زمینی ارتش (هوانیروز) می‌باشد. |
| ۷    | اولین و مجهزترین بیمارستان کشور                | |
| ۸    | اولین و مجهزترین آزمایشگاه طبی در کشور         | |
| ۹    | اولین کارخانه شیر پاستوریزه در کشور            | |
| ۱۰   | اولین واحد نوشابه‌سازی در کشور                  | |
| ۱۱   | اولین کلوب تفریحی                              | با نام باشگاه مرکزی که در سال ۱۲۹۸ در این شهر ایجاد شد و شامل امکاناتی از قبیل: سینما، استخرهای شنا، بولینگ، زمین‌های تنیس، میزهای بیلیارد و پینگ پنگ و سالن فوتبال و مهمانسرا می‌باشد و هم‌اکنون پس از گذشت نزدیک به یک قرن به فعالیت خود ادامه می‌دهد.                                                                         |
| ۱۲   | اولین پیست و تیم دوچرخه سواری                  | |
| ۱۳   | اولین باشگاه گلف بانوان                        | |
| ۱۴   | اولین باشگاه گلف                               | در منطقه گلف بین محلات کلگه و بی‌بیان قرار دارد و هم‌اکنون جزو مجهزترین باشگاه‌های گلف ایران می‌باشد. همچنین محل استراحت بازیکنان تیم فوتبال نفت مسجدسلیمان در مهمانسرای این باشگاه می‌باشد. |
| ۱۵   | اولین استخر شنا در ایران                       | در محل باشگاه مرکزی قرار دارد و اولین استخر مدرن ایران به‌شمار می‌آید که قهرمانان زیادی را به ایران و آسیا معرفی کرده است. |
| ۱۶   | اولین باشگاه‌های ورزشی                          | از جمله باشگاه والیبال، پینگ پنگ؛ گلف، شنا، فوتبال، راگبی. |
| ۱۷   | اولین باشگاه سوارکاری در کشور                  | |
| ۱۸   | اولین باشگاه اسکواش در کشور                    | |
| ۱۹   | اولین پالایشگاه نفت در ایران و خاورمیانه       | در کنار کارخانه گوگردسازی بی‌بیان احداث شد و محل تصفیه نفت خام در خاورمیانه بود. |
| ۲۰   | اولین واحد بهره‌برداری نفت در ایران و خاورمیانه | بنام شرکت نفت ایران و انگلیس که کار بهره‌برداری نفت را انجام می‌داد. |
| ۲۱   | اولین کارخانه گچ در کشور                       | |
| ۲۲   | اولین زمین فوتبال رسمی در ایران و خاورمیانه    | زمین فوتبال میدان که هم‌اکنون با عنوان ورزشگاه شهید بهنام محمدی در اختیار تیم فوتبال نفت مسجدسلیمان می‌باشد. |
| ۲۳   | اولین و مجهزترین بیمارستان کشور                | |
| ۲۴   | اولین و بلندترین پل فلزی ایران و خاورمیانه     | بیش از صد سال پیش بر روی رودخانه تمبی احداث شد. |
| ۲۵   | اولین فرستنده خصوصی در ایران و خاورمیانه       | با نام رادیو نفتون. |
| ۲۶   | اولین تله کابین در کشور و خاورمیانه            | |
| ۲۷   | اولین شهر صنعتی در ایران                       | |
| ۲۸   | اولین موزه زمین‌شناسی                           | |

## گردشگری

### آثار باستانی
- معبد سرمسجد: پیشینهٔ این بنا را تا هفت قرن قبل از میلاد مسیح ارزیابی کرده‌اند در شهرستان مسجدسلیمان کنونی قرار دارد
- معبد بردنشانده: تخته سنگ و پلکانی در ۱۰ کیلومتری شهر و درجاده سد مسجدسلیمان، مربوط به دوران هخامنشیان که دارای یک آتشکدهٔ قدیمی می‌باشد.
- تپه باستانی کلگه زرین: تپه‌ای باستانی در جنوب شهر و در قدیمی‌ترین محلات آن به همین نام (کلگه) که در آن آثار باستانی و مجسمات و سنگ نبشته‌های زیادی کشف شده است.
- تپه باستانی گل گیر: شهری باستانی در منطقه‌ای به همین نام که در ۳۰ کیلومتری جنوب شهر قرار دارد.

### جاذبه‌های مذهبی
- قدمگاه امام رضا: زیارتگاهی در میان کوه‌هایی در منطقه تمبی که گفتنی است آن امام هنگام ورود به ایران از آن مکان عبور کرده‌اند.
- بی‌بی‌ زهرا: در ۲ کیلومتری جنوب شهر در بلوار محمدی در مسیر تمبی قرار دارد.
- هفت شهیدان: آرامگاهی که گفته می‌شود از خاندان پیامبر بوده‌اند. این آرامگاه به سبک معماری دوران قاجار ساخته شده است.
- سقاخانه ابوالفضل: سقاخانه‌ای قدیمی مربوط به دوران قاجار می‌باشد که در محله کلگه در کنار کاروانسرای قدیمی آن قرار دارد.
- بی‌بی‌بطولی: در ابتدای ورودی شهر در مسیر اهواز قرار دارد.
- آرامگاه شهدای گمنام: مربوط به قبر شهید ۱۳ ساله دوران دفاع مقدس بهنام محمدی و ۶ شهید گمنام دیگر درابتدای ورودی شهر واقع شده است.
- امامزاده نبی الله: در جوار روستای تمبی چمفراخ قرار دارد.

### موزه‌ها
- موزه نفت مسجدسلیمان: مربوط به آثار و وسایل قدیمی دوران اکتشاف، حفاری و تولید نفت در اولین زادگاه نفت خاورمیانه است که در این شهر قرار دارد. این موزه بزرگ‌ترین موزه صنعتی ایران می‌باشد که هم‌اکنون و با پیشرفت کار در شرف بهره‌برداری می‌باشد در این موزه انواع و اقسام نفت‌های کشف شده با مشخصات کامل نگهداری می‌شود. این موزه در منطقه بی‌بیان در اولین پالایشگاه نفت ایران و خاورمیانه واقع شده است.
- موزه باستان‌شناسی مسجدسلیمان: در منطقه کلگه در کنار تپهٔ باستانی کلگه زرین واقع شده است؛ این موزه دارای بخش‌های باستان‌شناسی، گیاهان دارویی، بخش زاگرس و همچنین بخش مردم‌شناسی و کتابخانه تخصصی است که در آن آثار مختلفی در مورد قومیتهای مختلف کشورمان از جمله لباس، فرهنگ و صنایع دستی در آن وجود دارد.

### مناطق نمونه گردشگری و طبیعی

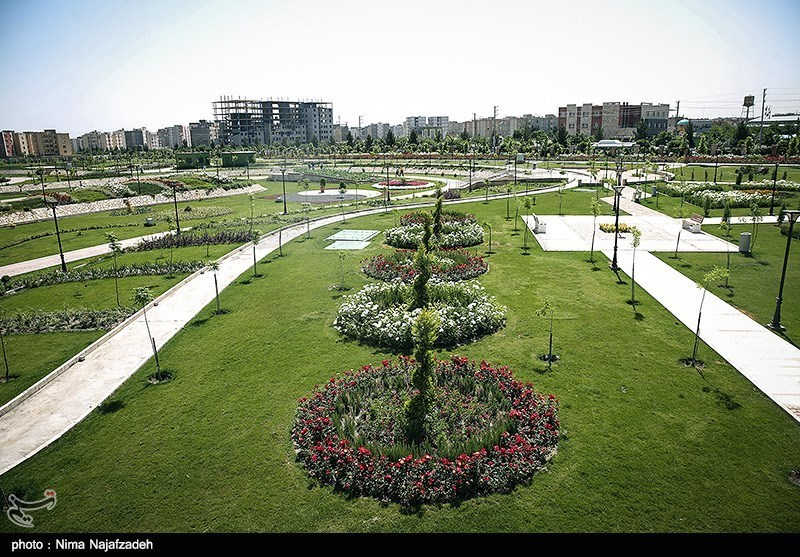
پارک ۱۱هکتاری در مسجد سلیمان

- منطقه نمونه گردشگری تاراز: دارای قلّه‌ای برف‌گیر و جنگل‌های انبوه بلوط می‌باشد و مرز بین خوزستان و چهارمحال بختیاری را تشکیل می‌دهد. در فصول سرد سال و با بارش اولین برف، این منطقه پذیرای مردم مشتاق به ورزش‌های زمستانی از اغلب نقاط استان خوزستان است.
- روستای سوسن سرخاب: از زیباترین روستاهای خوزستان و در ۱۰۰ کیلومتری شمال شهر مسجدسلیمان و در دل کوه‌ها و جنگل‌های زاگرس واقع شده و دارای چندین رودخانه و آبشارها و باغ‌های زیبا است.
- منطقهٔ حفاظت شده شیمبار: این دشت دارای یک تالاب بزرگ و همچنین تاکستان‌های وحشی است و همه ساله خصوصاً در اواخر زمستان و نوروز به دلیل آب و هوای مطبوعش و همچنین طبیعت دلنوازش پذیرای مهمانان زیادی می‌باشد. آبشار بلند و زیبایی به نام آب شلا در این منطقه وجود دارد که برای رسیدن به آن نیاز به اندکی کوه پیمایی است.
- پارک جنگلی و سد تفریحی تِمبی: پارک جنگلی در کنار رودخانه‌ای به همین نام قرار دارد، بر روی این رودخانه سدی کوچک ساخته شده که محل احداث اولین کارخانهٔ برق ایران و خاورمیانه می‌باشد. همچنین پشت این سد دریاچه‌ای قرار دارد که امکان قایق‌سواری و شنا در آن وجود دارد.
- جزیره کوشک: واقع در دریاچهٔ سد شهید عباسپور در بخش اندیکا، که بزرگ‌ترین دریاچه آب شیرین کشور می‌باشد و دارای حدود ۳۰۰ اتاق در ویلاهای خود می‌باشد.
- چشمه‌های آب گرم گُل‌گیر: به دلیل وجود گوگرد در کوه‌های این منطقه از دل آن‌ها چشمه‌هایی بیرون می‌آید که آب آن در زمستان نیز گرم بوده و خواص درمانی بسیاری دارد.
- تنگه لیموها: تنگه یا شکافی بین کوه‌های پشت سد شهید عباسپور که مملو از درختان لیمو می‌باشد و همچنین یک غار زیبا در انتهای تنگه وجود دارد که چشمه‌ای جوشان در میان آن است.
- چم آسیاب: در ۵ کیلومتری مسجدسلیمان و ابتدای جاده اندیکا منطقه چم آسیاب قرار دارد. در انتهای جادهٔ روستا چشمه‌ای زیبا و آبشاری کوچک قرار دارد که در فصول زمستان و اوایل بهار پذیرای گردشگران و میهمانان نوروزی است. نهر به وجود آمده در زیر آبشار برای افراد آشنا با فنون شنا مکانی مناسب برای گذراندن اوقات فراغت است.

### سایر اماکن تفریحی و گردشگری
- مدرسه انگلیسی‌ها: در منطقه هشت بنگله این شهر واقع شده است که محل تحصیل فرزندان کارکنان انگلیسی در دوران کشف نفت بود.
- کلیسای ارامنه نمره چهل: در محله نمره چهل واقع شده است و محل عبادت ارامنهٔ قدیمی که در مسجدسلیمان زندگی می‌کردند بود.
- چاه نفت شماره یک: نخستین چاه نفت ایران و خاورمیانه که در سال ۱۲۸۷ به نفت رسید.
- قبرستان خارجی‌ها: قبور خارجی‌های ساکن مسجدسلیمان مربوط به ۱۰۰ سال پیش تا قبل از انقلاب می‌باشد در ابتدای شهر قرار دارد.
- باشگاه مرکزی: اولین و مجهزترین باشگاه تفریحی کشور می‌باشد که در حدود ۱۰۰ سال پیش تأسیس شد و شامل سینما، استخر شنا، زمین تنیس، پینگ پنگ، بولینگ، بیلیارد، سالن فوتبال و

مهمانسرا می‌باشد
- گورستان ارامنه مسجدسلیمان: در محله نفتون واقع شده است قبور ارامنه ساکن مسجدسلیمان در آنجا قرار دارد.
- کلیسای قدیمی چشمه علی: کلیسایی در محله چشمه علی که قدمت آن بیشتر از ۱۰۰سال است.

### سینما
اولین بار نمایش فیلم برای عموم مردم در کشور ایران در این شهر اتفاق افتاد. این شهر هم‌اکنون دارای ۴ سینمای قدیمی می‌باشد که ۱ سینما تمام فعال، ۲ سینما نیمه فعال و ۱ سینما تعطیل هستند.
- سینما باشگاه مرکزی: در کلوب تفریحی به همین نام قرار دارد و قدیمی‌ترین سینمای کشور می‌باشد؛ که البته در حال حاضر جهت مناسبت‌های خاص ویژه خانواده شرکت بهره‌برداری نفت و گاز مسجدسلیمان قابل استفاده می‌باشد.
- سینما فرهنگ: ویژه کارکنان آموزش و پرورش و خانواده‌شان در محل نمره چهل در کانون پرورشی شهید رجایی قرار دارد.
- سینما هلال: تنها سینمای شهر که استفاده از آن برای عموم آزاد است. این سینما قبل از انقلاب متعلق به پدر مهران عبدشاه مدیر و مجری شبکه تلویزیونی IPN بود.
- سینما آلی پور: که بعد از انقلاب تعطیل شد.

### هتل‌ها و مراکز اقامتی
مسجدسلیمان دارای دو هتل ۳ ستاره است. به علاوه آن؛ خود شرکت نفت دارای مهمانسراهای ویژه‌ای جهت مهمانان خود می‌باشد، همچنین در روبروی ترمینال مسافربری ولیعصر یک شرکت خصوصی در حال ساخت یک هتل ۴ستاره می‌باشد.
- هتل جهانگردی: واقع در پنج بنگله روبروی پارک شکوفه‌ها.
- هتل فرهیختگان: در ابتدای شهر قرار دارد و زیر نظر دانشگاه آزاد اسلامی فعالیت می‌کند.
- مهمانسرای والفجر: متعلق به شرکت نفت که در گذشته محل استفاده خاندان پهلوی هنگام سفرهای زمستانی و نوروزی خود به مسجدسلیمان بوده و در حال حاضر مختص مهمانان درجه یک شرکت بهره‌برداری نفت و گاز مسجدسلیمان می‌باشد.
- مهمانسراهای نفت ۱ و نفت ۲: متعلق به شرکت نفت که اولی در منطقه گلف و ویژه بازیکنان تیم فوتبال نفت مسجدسلیمان و خانواده‌شان می‌باشد و دومی در چهارراه بهداری نبش کوچه نرس هاستل قرار دارد و ویژه مهمانان شرکت نفت خصوصاً کارکنان غیربومی و مأمور از نقاط دیگر شهر می‌باشد. این مهمانسراها دارای امکانات متنوعی از قبیل میز پینگ پنگ، بیلیارد، بویلینگ، کلوب تفریحی هستند.

## ساختار شهری

### معماری
برخی ساختمان‌های مسجدسلیمان که در دوره فعالیت شرکت نفت ایران و انگلیس ساخته شده‌اند سبک معماری انگلیسی داشته که اغلب در اثر گسترش و نوسازی در شهر تخریب شده‌اند. بخش‌هایی از آن هنوز به نام‌های انگلیسی آن دوره مانند منطقه کمپ کرسنت و اسکاچ کرسنت و کمیک لب کرسنت (Chemic Lab) معروف است.

### محله‌های مسجدسلیمان
محدودهٔ مسجدسلیمان ناهموار و دارای پستی و بلندی‌های زیادی است. شرکت نفت منازل و ادارات خود را در نقاط مناسبتر احداث کرده و به همین دلیل محله‌های این شهر از هم فاصله داشتند. در سال‌های اخیر به دلیل رشد جمعیت شهر و عدم کنترل اولیه‌ای که بر ساخت و ساز وجود داشت، فاصلهٔ بین محلات کم شده و در بسیاری جاها، کاملاً به هم چسبیده هستند.

### وجه تسمیهٔ محله‌ها
نام محلات بیشتر از نام چاه‌های نفت یا ادارات شرکت نفت گرفته شده است؛ مانند نمره یک که از نام چاه شمارهٔ یک گرفته شده است. بسیار از محله‌ها به همین ترتیب به یک نمره خوانده می‌شوند که بیشترین آن نمره چهل است. اسم برخی محلات هم از نام طوایفی گرفته شده که برای اولین بار در آنجا سکنی گزیده‌اند؛ مانند مال‌جونکی. برخی جاها هم افرادی که از شهرهای دیگر برای کار به مسجدسلیمان آمده بودند، در کنار هم اقامت کرده و خانه ساخته‌اند؛ مانند لین‌اصفهانی‌ها یا محل اقامت کارکنان خارجی شاغل در شرکت نفت مانند لین هندی‌ها.

### نام محله‌ها
باشگاه مرکزی:ورودی مسجدسلیمان
- سرمسجد (به سکون ر): این محله به علت آثار باستانی[۴۶] که روی تپه‌ای بالای آن وجود دارد و منسوب به سلیمان است، سرمسجد نامیده شد. نام‌گذاری مسجدسلیمان در دیماه ۱۳۰۳ شمسی هم به علت همین آثار می‌باشد.[۴۷]
- نمره‌یک: مرکز شهر مسجدسلیمان است و به علت وجود «چاه شماره یک» (اولین چاه نفت ایران-خاورمیانه) در این محله، به این نام معروف شد. نمره یک از لحاظ اقتصادی مهم‌ترین محله و منطقه شهر به دلیل وجود بازار و چاه شماره یک می‌باشد.
  - کلگه: به علت وجود تپه‌ای باستانی به نام «کلگه زرین» یا کلگه زری، کلگه نامیده شده و از اولین محله‌های است که قدمت باستانی دارد و در تشکیل شهر مسجد سلیمان سهم بسزایی داشته است.
- هوانیروز
- تلخاب (به فتح ت)
- نفتک (به فتح ت)
- باغ چشمه‌علی (به سکون ه)
- باشگاه سوارکاران
- چهاربیشه
- نصیرآباد
- کولرشاپ Cooler Shop: نام خود را ازیکی از ادارات شرکت نفت گرفته است.[۴۸]
- ریل وی یا Rail Way: به خاطر وجود یکی از ایستگاه‌های قطار در این محله به این اسم نامیده شده است.
- بازار چشمه‌علی (به سکون ه): در گذشته چشمه‌ای با همین نام در این محله وجود داشته است.[۴۹] همچنین بازارچه قدیمی در این محله احداث شد که از رونق خوبی برخوردار بود و اکثر ساکنان محلات شمالی شهر برای تهیه مایحتاج خود به آنجا می‌رفتند. با زار چشمه علی بعلت وجود چندین مدرسه قدیمی، شعبه قدیمی بانک ملی، زبانکده، بهداری، کودکستان، بازارچه، باشگاه، پارک جنگلی و خانه‌های سازمانی نفت و ارتش، از قدیم یکی از امن‌ترین و بهترین محلات شهر بوده است.
- لین اصفهانی‌ها (به کسر ل و سکون ی - LANE)
- محله حسین قصاب (مال گندلی‌ها - به فتح گ، سکون ن، و فتح د): که در دوران حکومت محمدرضا شاه پهلوی به کوی کاوه مشهور بوده است و هنوز در فیش‌های آب و برق نام کوی کاوه نوشته می‌شود و نام‌های پیش گفته فقط جنبه شفاهی دارند.
- لین هندی‌ها: درابتدا محل اقامت کارکنان هندی بوده و اکنون کاملاً از بین رفته است.
- دره گلگیری‌ها (به ضم گ اول)
- مال جونکی (به سکون ل)
- سرکوره‌ها (کوی شهید موسوی) که بعلت وجود معدن گچ و کوره‌های گچ پزی به این اسم نامگذاری شد.
- مال شنبه (کوی شهید لرستانی - به سکون ل)
- پنج بنگله (به فتح ب، سکون ن و گ و کسر ل)
- هشت بنگله (بنگله به خانه‌های ویلایی لوکس کارمندان عمدتاً خارجی شرکت نفت که به همراه خانواده‌هایشان در آن‌ها زندگی می‌کردند، گفته می‌شود)
- شاه‌نشین (به سکون ه)
- مال‌کریم (به سکون ل)
- نمره یازده
- دره‌اشکفت: محلی‌ها آن را دراشکفت (به فتح د، کسر ر، سکون ش، و ضم ک) می‌خوانند. اشکفت در گویش بختیاری به معنی غار است.
- نمره‌دو
- پانسیون خیام
- سی برنج (C.Branch) به معنی بخش C یا منطقهٔ C.
- کمپ کرسنت (Camp Crescent) که کرسنت به معنی تپه یا قله می‌باشد. (نام کمپی که روی تپه ساخته شده)
- اسکاچ کرسنت (ُScotch Crescent)
- کمیک لب کرسنت  Chemic Lab: منطقه‌ای که آزمایشگاه شیمیایی نفت در آن احداث شده بود.
- نفتون
- پشت‌برج (به کسر ت)
- باغ ملی (به سکون غ)
- افرمبی (به فتح الف و ر): محله‌ای که پشت گاراژ شرکت نفت، بین باغ ملی و محلهٔ پشت برج قرار دارد. در گذشته در این محله اداره‌ای با نام ادارهٔ تعمیرات راه و ساختمان منطقه وجود داشته است. نام انگلیسی این اداره Field Road Maintenance And Building بوده و حروف اول نام این اداره (F. R. M. B) است. انگلیسی‌ها در آن زمان نام این اداره را به صورت خلاصه یعنی (اف، آر، ام، بی) و با سرعت اِفرَمبی تلفظ می‌کردند. این نام، بعدها در گویش محلی به افرمبی تغییر کرد.[۵۰]
- مین آفیس (به کسر م، سکون ی و ن): اداره مرکزی شرکت نفت (Main Office)
- سبزآباد: این محله در مرکز شهر مسجدسلیمان قرار دارد و قسمتی از محلهٔ نمره چهل می‌باشد. یکی از محلات قدیمی می‌باشد که در حال حاضر هنرستان شبانه‌روزی کار و دانش امیرکبیر که در گذشته دانشسرای تربیت معلم بود و قبل از انقلاب هم دبیرستانی مخصوص ادبیات بود و در گذشته بزرگ‌ترین هنرستان غرب کشور بود که افراد از شهرها و استان‌های مختلف کشور در این مکان تحصیل کرده و آموزش دیده‌اند. در حال حاضر قسمتی از این هنرستان به کتابخانه عمومی شهید بهنام محمدی تبدیل شده است.
- نمره‌چهل
- پشت کوه
- دره‌خرسان
- بازار شوشتری‌ها
- درهٔ سوکیاس
- نمره‌هشت
- بی‌بی‌یان: به نقل از روایات به پاس خدمت بانوی پرستار انگلیسی به نام یان که به مردم این منطقه خدمت‌های فراوان کرد لقب بی‌بی‌به او داده شد و با اسم او که (یان) بود ترکیب (بی‌بی‌یان) داد که به این منظقه نسبت داده شد[نیازمند منبع] که در گذشته بسیاری از کارخانه‌ها و پالایشگاه‌ها و چاه‌های نفت (از جمله کارخانه گوگرد) در آن فعالیت می‌کردند.
- مرغ آباد
- شیخ‌آباد
- شالو آباد
- لین فرهنگیان
- مال بالا عیدی مختار
- چهارراه خانعلی طاهری
- خواجه آباد
- نفت آباد
- تمبی (به کسر ت و سکون م و ب): از مناطق قدیمی و در فاصله‌ای نسبتاً دور از شهر و در کنار رودخانهٔ فصلی به همین نام قرار دارد.

## ورزش
مسجدسلیمان به عنوان شهری پیشرو در ورزش‌های مختلف شناخته می‌شود. اولین استخر شنا ایران در این شهر احداث شد که آغازگر ورود شنا به ایران بود. همچنین اولین زمین تنیس، میز پینگ‌پنگ و بیلیارد نیز برای نخستین بار در این شهر مورد استفاده قرار گرفت. اولین زمین گلف ایران نیز در منطقه بی‌بی‌یان این شهر بنیان شد.

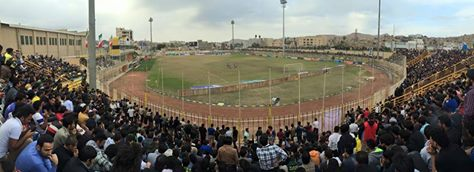
ورزشگاه بهنام محمدی، ورزشگاه خانگی باشگاه فوتبال نفت مسجدسلیمان

باشگاه فوتبال نفت مسجدسلیمان هم‌اکنون در مسابقات لیگ دسته اول فوتبال ایران شرکت می‌کند. در رشته وزنه‌برداری، مسجدسلیمان از دیرباز یکی از قطب‌های این رشته بوده است و تیم نفت این شهر سال‌ها عنوان قهرمانی ایران و آسیا را به یدک می‌کشید. برخی از وزنه‌برداران شهیر این شهر شامل مهران و بهمن مطلق، امیری منگشتی (قهرمان آسیا و رکورددار وزن خود)، پهلوان شمسی (قهرمان ۷ دوره پیشکسوتان جهان و رکورددار جهان) و نواب نصیرشلال (قهرمان جهان و قهرمان المپیک ۲۰۱۲ لندن) هستند.
باشگاه فوتبال نفت مسجدسلیمان یکی از تیم‌های پرهوادار این شهر است و ورزشگاه شهید بهنام محمدی به‌عنوان ورزشگاه خانگی آن شناخته می‌شود. این تیم در سال‌های اخیر سابقه حضور در لیگ برتر خلیج فارس را دارد و در فصل ۹۹–۱۳۹۸ با کسب رتبه هشتم، یکی از عملکردهای موفق خود را به ثبت رساند.

## ترابری

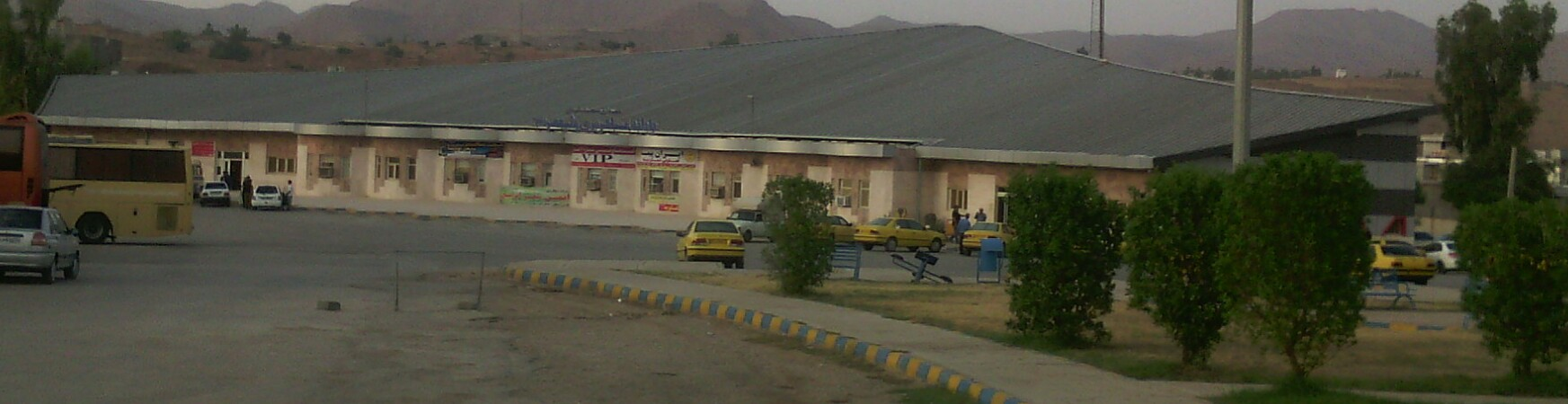
پایانه مسافربری شهرداری مسجدسلیمان

مسجدسلیمان در فاصله ۱۲۵ کیلومتری از اهواز، مرکز استان خوزستان، قرار دارد. جاده مواصلاتی این شهر با اهواز، تا به امروز فرسوده و دارای کیفیت پایینی می‌باشد. همچنین، این شهر از طریق جاده‌های آسفالت، به شهرهای لالی، شوشتر، اندیکا، هفتکل، ایذه، باغملک و به استان چهارمحال و بختیاری متصل می‌باشد.

### پایانه مسافربری ولیعصر
در شمال شهر در منطقه نفتک واقع است و کار جابجایی مسافران را به وسیله اتوبوس‌ها و سواری‌های پلاک کرایه انجام می‌دهد.

### فرودگاه
این شهر دارای یک فرودگاه نظامی در شمال شرقی خود است که در حال حاضر به نام فرودگاه شهید آسیایی نامیده می‌شود این فرودگاه اولین فرودگاه کشور بوده و در دوران جنگ ایران و عراق در خدمت هواپیمایی نیروی زمینی ارتش (هوانیروز) بود و طی موشک باران‌های رژیم بعث عراق دچار خسارات و نواقصی شد تا از کاربری عمومی بیفتد اما در سال ۱۳۸۷ و هم‌زمان با یکصدسالگی کشف نفت در این شهر دولت و وزارت نفت با بودجه‌ای ۶ میلیاردی کار ترمیم و بازسازی آن را از سر گرفت.
ولی تاکنون آماده خدمات‌رسانی به مردم این شهر و شهرهای اطراف نشده است.

### راه‌آهن
اولین راه‌آهن بین شهری ایران بین مسجدسلیمان و درخزینه شوشتر قرار داشت و جهت حمل بار و باربری مورد استفاده قرار می‌گرفت که در دوران جنگ هشت ساله از بین رفت.

## مراکز آموزش عالی
- مراکز عالی آموزشی این شهر به شرح زیر می‌باشد که عبارتند از:
- مجتمع آموزش عالی سلامت مسجد سلیمان: دانشکده پرستاری
- دانشگاه آزاد اسلامی واحد مسجدسلیمان
- مرکز آموزش علمی کاربردی صنعت نفت مسجدسلیمان
- دانشکده سما مسجدسلیمان
- دانشگاه پیام نور مسجدسلیمان
- مرکز آموزش فنی و حرفه‌ای خمینی
- هنرستان صنعتی نزاجا (تعطیل)
- مرکز آموزش پرستار یا زهرا
- دانشگاه فرهنگیان مسجدسلیمان

## شعر و ادبیات
به واسطهٔ ارتباط با جهان معاصر و ورود مدرنیته از طریق صنعت، از لحاظ هنر و ادبیات نیز مسجدسلیمان پایه‌های ادبیات داستانی سوسیالیست کارگری از طریق داستان‌های منوچهر شفیانی و سایر نویسندگان مسجدسلیمانی و همچنین در زمینه شعر نو سبک شعر ناب شاعرانی همچون؛ هوشنگ چالنگی، یارمحمد اسدپور، هرمز علی‌پور و آریا آریاپور در فرهنگ و هنر معاصر ایران تأثیر گذار بود. از چهره‌های نامدار و موفق شعر مسجدسلیمان در دو دههٔ اخیر می‌توان به نام‌هایی همچون ابراهیم ناصری و بهنود بهادری اشاره کرد.